# 日産・エクステラ
エクステラ（XTERRA）は、日産が製造・販売しているトラックベースのコンパクトSUVである。

## 概要
車名は競技種目のエクステラから。キャッチコピーは、“Everything You Need, Nothing You Don’t.”（訳：「必要なものはすべて揃っている、不要なものなんてない。」）機能的で信頼性の高いアウトドア用のクルマとして位置づけられ、開発された。
高級感よりも堅牢性、実用性、手頃な価格を優先しており、伝統的なボディオンフレーム構造とアンダーボディスキッドプレートは、トラックからの伝統とオフロード能力の両方を反映している。ベース車種はそれぞれ異なっても、2代目までのモデルライフを通して2列目のスタジアム座席、Cピラーに取り付けられたリアドアハンドル、非対称のリアウィンドウ、ツーボックスデザインといった共通点を持っていた。また、屋外の荷物を運ぶために、取り外し可能な前進ギアバスケットを備えたルーフラックが標準装備された。
エクステラは2015年に販売を終了したが、2018年に似たようなコンセプトのテラが東南アジアで発売され、2020年には中東向けに「エクステラ」としてドバイで発表された。英字表記での綴りは"X-TERRA"と異なるものの、5年ぶりに車名が復活したかたちとなった。

## 初代 WD22型（1999年 - 2005年）
1999年にカリフォルニア州ラホーヤでの日産デザインインターナショナル（NDI、現日産デザイン・アメリカ）で開発された。この車は、NDIの当時のデザインディレクター、トム・センプルによって開発され、完全に着想、開発、製造された最初の日産車となった。NDIの社長・ジェリー・ハーシュバーグは、「エクステラの設計者にとっての原動力は、手頃な価格で頑丈で高品質なクルマを作成することであった」と述べている。彼は後にそれを「『乱暴に扱ってくれ』と言わんばかりのガレージツールであり、綺麗なときよりも汚いときの方が魅力的に見えるように設計されている」と説明した。「クルマで何ができるのかと同じくらい、人々がクルマで何をするか」をテーマに設計され、同年6月にXEとSEの2つのグレードで北米市場に導入された。
北米においてはエントリーモデルとしてパスファインダーの下のクラスに位置する。ダットサントラック(D22型)及び日産・フロンティア(D22型)のシングルキャブをベースとして作られている。理由は、ビルドインフレーム（フレーム一体型モノコック）構造のパスファインダーに対し、オフロードでの耐久性をより高めるためにラダーフレーム構造を持つシャシーから設計し、両者のキャラクターを差別化するためである。ゆえにサスペンションは共通のものが使われており、土の上では心地よい安定性が、アスファルト上では逆効果になった。また、ダットサントラック及びフロンティアとはエクステリアはもちろん、インテリアにまで類似する部分が多い。インストゥルメントパネルも同様のものが使用されている。しかし、シートの位置やエアコンのロータリーコントロール、ドライバーに近いギアレバーなど乗用車としての快適さに重点が置かれている。スタジアムシートと後席から一段高くなるキックアップルーフが特徴で、居住空間が確保されている。
ベースとなるXEは、スチールホイール、ルーフラック(最大125ポンドの荷重定格)を備えていた。 SEには、XEにオプション装備されていた標準装備が装備された。すべてのグレードには、折り畳み式のリアシートバックに対応するために、取り外し可能なタブ固定式リアシートクッションが装備されていた。
生産拠点はブラジルのクリチバ工場と北米日産会社のテネシー州スマーナ工場である。

### 2002年改良型
2002年改良型の設計は、ミシガン州ファーミントンヒルズの日産テクニカルセンター（北米）で行われた。
2001年9月、シカゴモーターショーでデビューしたマイナーチェンジモデルは、日産のCIが当時最新のものに変更され、丸みを帯びたヘッドライトと隆起したボンネット(48mm)を備えたフロントエンドスタイリング、グレートリム(XE)またはブルー(SE)の3つの丸型ゲージを備えたインストルメントパネル、改良されたHVACコントロール、サイドマップポケット付きコンソール、25%拡大されたグローブボックス、一体型コンパス付きマップランプ(SE)、 引き出し式リアカップホルダー、4つのインテリアパワーポイント、改良された新しいファブリック地シート、標準装備の可変式間欠フロントワイパーとリアワイパー、オプションの300Wオーディオシステム、ダッシュマウントのプル&ツイストパーキングブレーキに代わる足踏み式ペダルパーキングブレーキに変更された。
2003年モデルでは、フロントシートにランバーサポートが追加され、SEでは、6枚組、4スピーカーのAM/FM/CDオーディオシステムが、後部収納エリアのごく一部を占める8インチのサブウーファーを備えた6スピーカーの300WロックフォードフォズゲートAM/FM/CDオーディオシステムに置き換えられた。最後のモデルは2005年1月に製造された。
2002年6月、第7回北京モーターショーにて、同様にD22型系ダットサントラックをベースとする「パラディン（D22W型系）」を発表。エンジンはKA24DE型およびVG33E型を搭載し、鄭州軽型汽車製造、CITIC、および日産の合弁会社である鄭州日産汽車有限公司にて2003年に生産開始。

### エンジン・レイアウト・変速機の組み合わせ
発表当初は、直列4気筒 DOHC KA24DE型に、後輪駆動と5速マニュアルトランスミッションが組み合わされた。オプション設定はV型6気筒 SOHC VG33E型、4速AT、パートタイム4WDなど。1999年から2004年までのカナダ仕様は、VG33E型エンジンとパートタイム4WDに限定されていた。
2002年改良型からは、オプションでスーパーチャージャー付きV6エンジンが選択可能になった。従来のV6エンジン自体も、XEとSEモデルで最高出力が7 kW (10 PS)向上した。ルーツ式スーパーチャージャー装備のVG33ER型(2001年型日産フロンティアから引き継がれた)は、SE S/Cバージョンにのみ設定された。
ディーゼルエンジンは、フォルクスワーゲン製の直列4気筒 TDIエンジンを搭載している。
| ガソリンエンジン          | ガソリンエンジン | ガソリンエンジン            | ガソリンエンジン                                                    | ガソリンエンジン | ガソリンエンジン | ガソリンエンジン | ガソリンエンジン | ガソリンエンジン |
| エンジン型式              | 排気量           | 最高出力                    | 最大トルク                                                          |                  |                  |                  |                  |                  |
| ------------------------- | ---------------- | --------------------------- | ------------------------------------------------------------------- | ---------------- | ---------------- | ---------------- | ---------------- | ---------------- |
| KA24DE型                  | 2,388 cc         | 107 kW (145 PS) / 5,200rpm  | 216 N⋅m (22.0 kgf⋅m) / 4,000 rpm                                    |                  |                  |                  |                  |                  |
| VG33E型 (1999年 - 2001年) | 3,274 cc         | 127 kW (173 PS) / 4,800 rpm | 266 N⋅m (27.1 kgf⋅m) / 2,800 rpm                                    |                  |                  |                  |                  |                  |
| VG33E型 (2002年 - 2005年) | 3,274 cc         | 134 kW (182 PS) / 4,800 rpm | 274 N⋅m (27.9 kgf⋅m) / 2,800 rpm                                    |                  |                  |                  |                  |                  |
| VG33ER型                  | 3,274 cc         | 157 kW (213 PS) / 4,800rpm  | 334 N⋅m (34.1 kgf⋅m) / 4,800 rpm (4速AT) 313 N⋅m (32 kgf⋅m) (5速MT) |                  |                  |                  |                  |                  |
| ディーゼルエンジン        |                  |                             |                                                                     |                  |                  |                  |                  |                  |
| エンジン型式              | 排気量           | 最高出力                    | 最大トルク                                                          |                  |                  |                  |                  |                  |
| TDI 4.07TCA               | 2.8 L            | 98 kW (133 PS) / 4,000 rpm  | 200 N⋅m (20.4 kgf⋅m) / 1,750 rpm                                    |                  |                  |                  |                  |                  |
| TDI CRD 4.07TCE           | 2.8 L            | 100 kW (136 PS) / 3,750 rpm | 220 N⋅m (22.4 kgf⋅m) / 1,750 rpm                                    |                  |                  |                  |                  |                  |

### 北米以外の市場
米国外で製造されたすべてのエクステラは、2007年までブラジル・パラナ州のサン・ホセ・ドス・ピニャイスで製造されていた。（日産は 2007年にブラジルでの生産を完全に中止した。）
イランではパルス・ホドロ社がライセンスに基づいて「日産・ロニス」として製造している。ロニス(Roniz)という名前はイランのファールス州にある都市、エスタバンのロニス・バーディー・プロムナード地区に由来する。イランでは2003年から2010年の間に製造され、当初は非常に豪華で高価だった。しばらくしてから価格は下がり、市場での好評を得るようになった。

### エクステラFCV

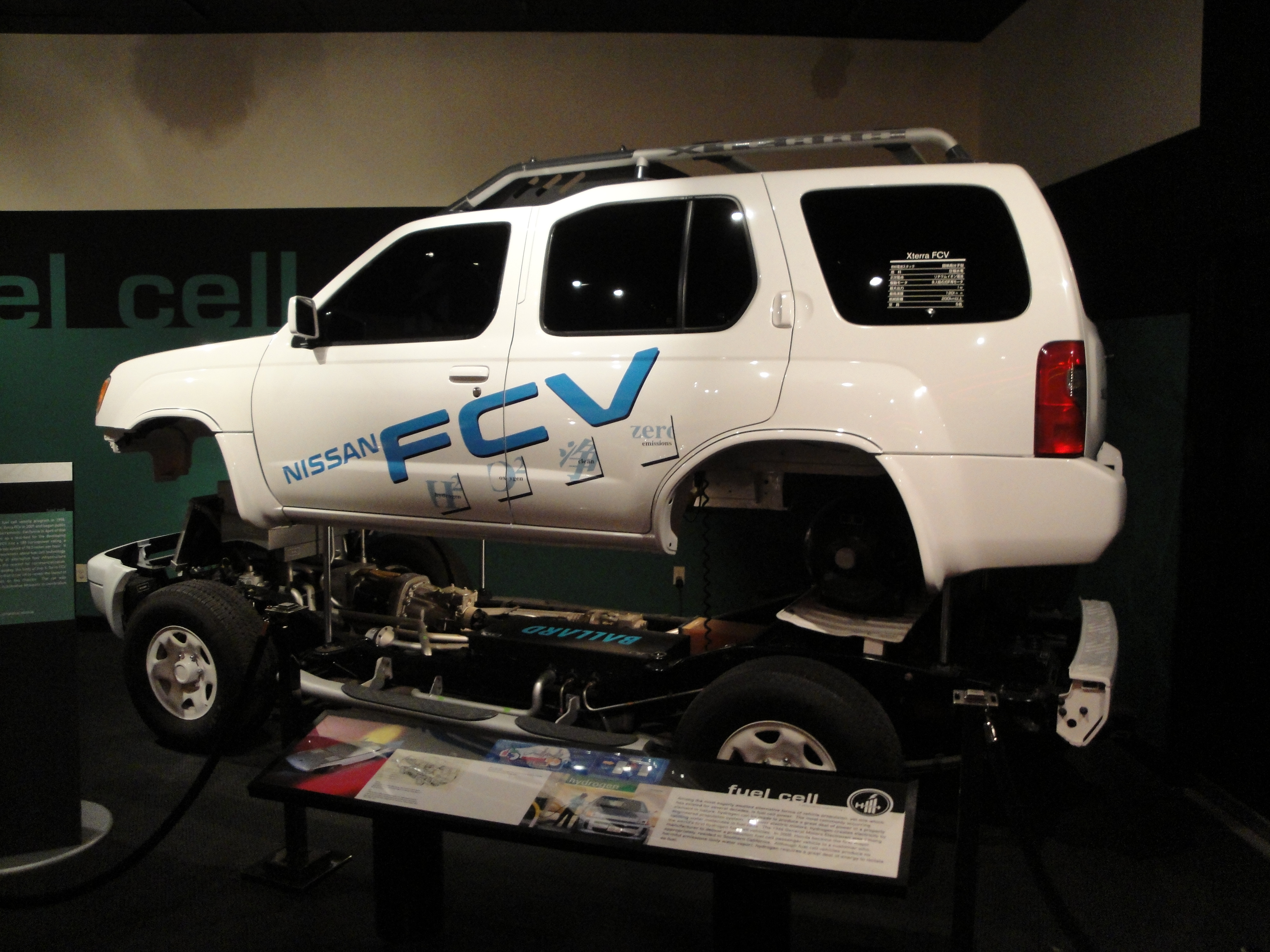
エクステラFCV

1996 年に燃料電池自動車プログラムに着手した日産は、2001年にエクステラFCVを製造し、同年4月にカリフォルニア州サクラメントを拠点にし、SUVの公道テストを開始した。開発中のテクノロジーのテストベッドとして機能するように設計されたエクステラFCVの性能は、定格188 hp (140 kW; 191 PS)、航続距離256 mi (412 km)、最高速度128.5 mph (207 km/h)である。これは、燃料電池技術に対する一般の認識を高めるのに役立った。代替燃料インフラ設備の実現可能性を実証し、商業化に向けて新たな市場への準備をしていた。。

### 受賞と評価
ロード&トラックはエクステラを「高級車の代替品になろうとしたり、トラックの基盤を隠そうとしたりしない誠実なSUV」と評した。一方で、ジャロプニクは「ランドローバー・ディスカバリーの模造品」と呼んだ。また、ワシントン・ポストは「虚勢を張らずに荒々しい」と評した。
2000年
- モータートレンド誌によるスポーツユーティリティ・オブ・ザ・イヤー[15]
- 北米トラック・オブ・ザ・イヤー[15]
- アメリカ自動車協会トップ・カー賞($25,000以下のベストSUV部門)[15]
- ニューイングランド自動車専門記者協会 冬季車両賞クラス最優秀賞 – ミニスポーツユーティリティ部門
- コンシューマー・ダイジェスト誌 ベスト・バイ[15]
- カナダ自動車ジャーナリスト協会 カナダ・トラック・オブ・ザ・イヤー、ベスト・ニュー・スポーツ・ユーティリティ・ビークル
- アフリカン・アメリカンズ・オン・ホイールズ誌 ベスト・コンパクトSUV
- デトロイト・ニュース紙 トップ10オートズ[15]
- 米国北西部自動車報道協会(NWAPA) ベストSUV：$25,000以下クラス[15]
- ビジネス・ウィーク誌 1999年ベスト・プロダクツ[15]

2001年
- アメリカ自動車協会 ニューカー・トラック購入ガイド トップカー

### ギャラリー

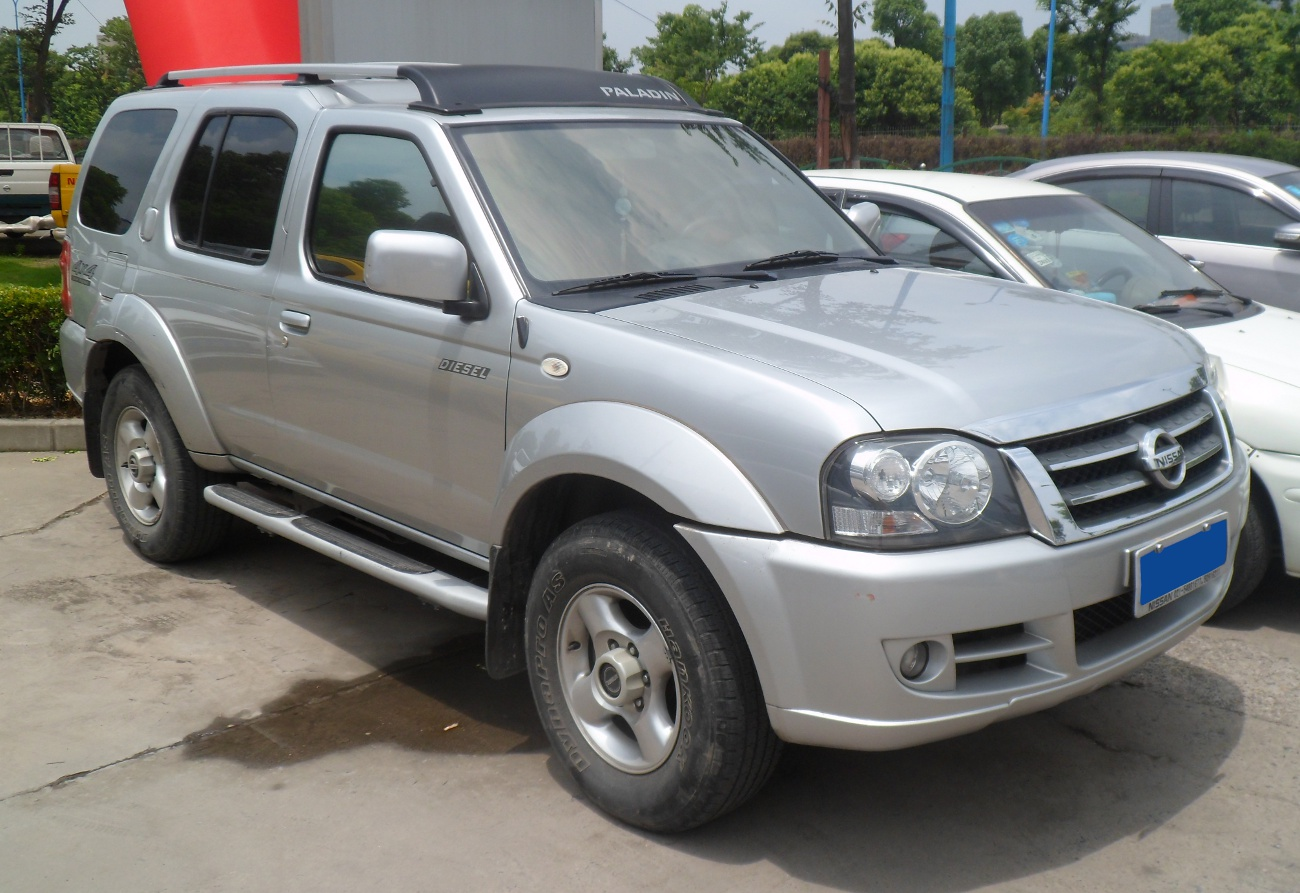
日産・パラディン
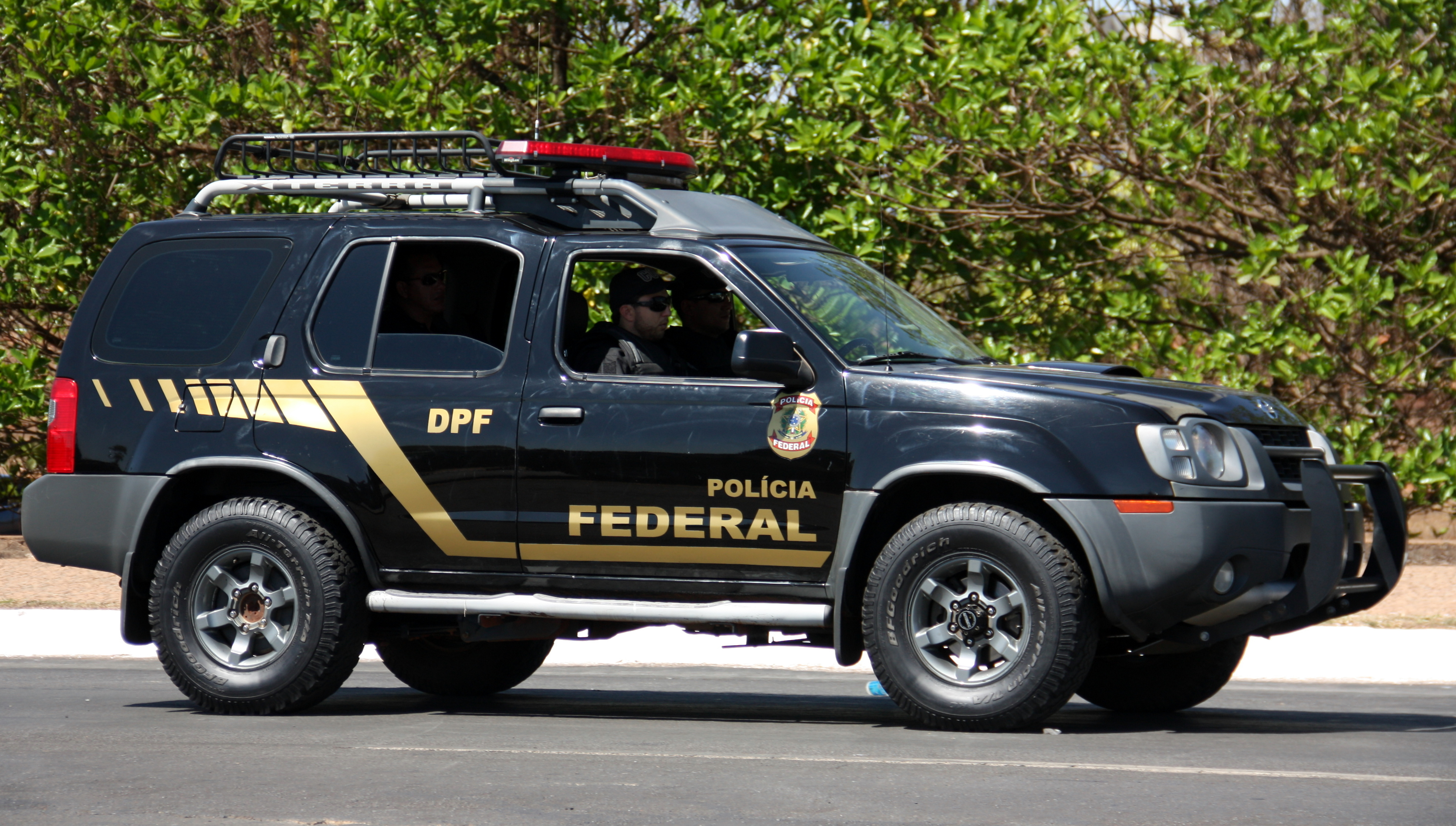
警察仕様
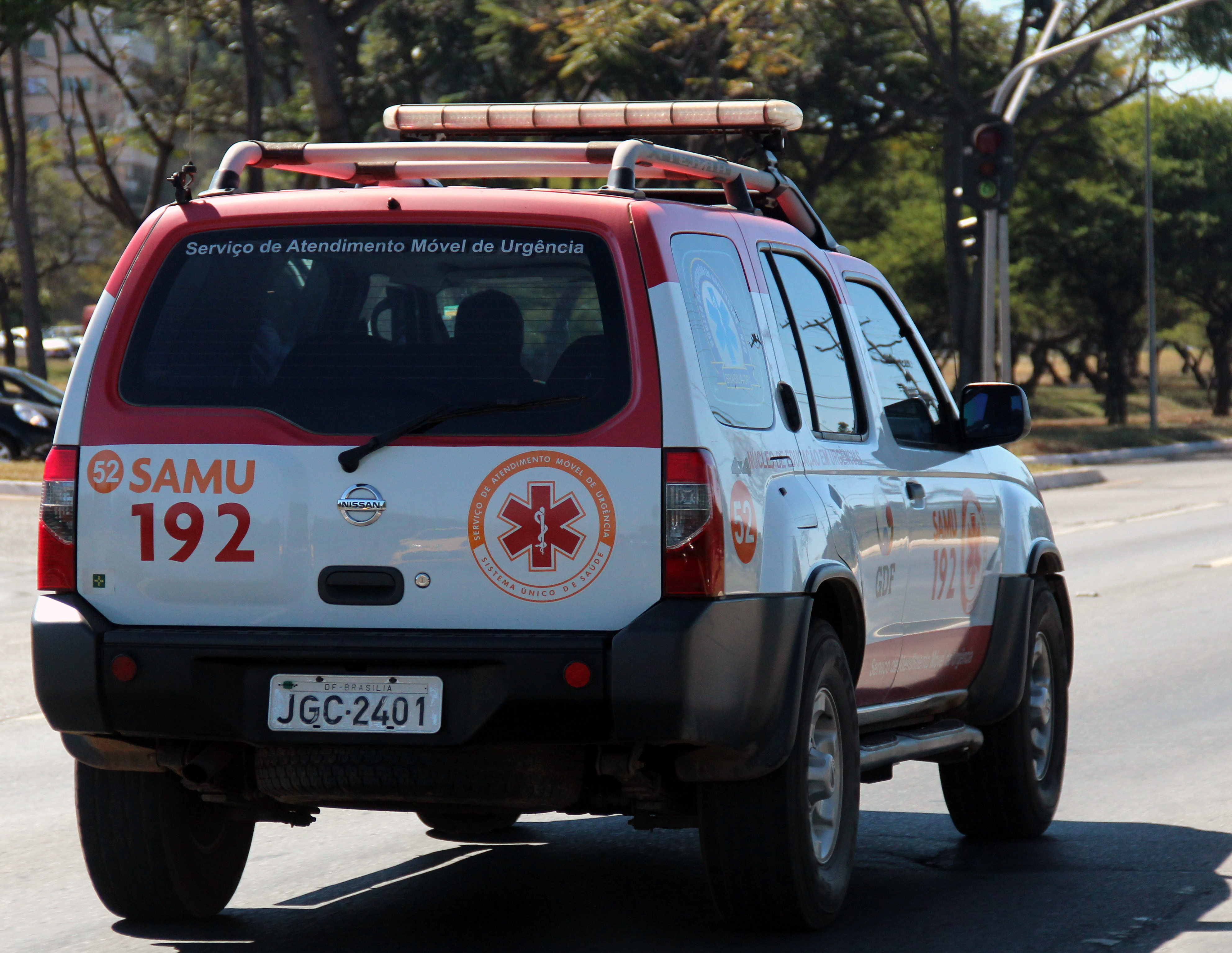
移動救急サービス車両
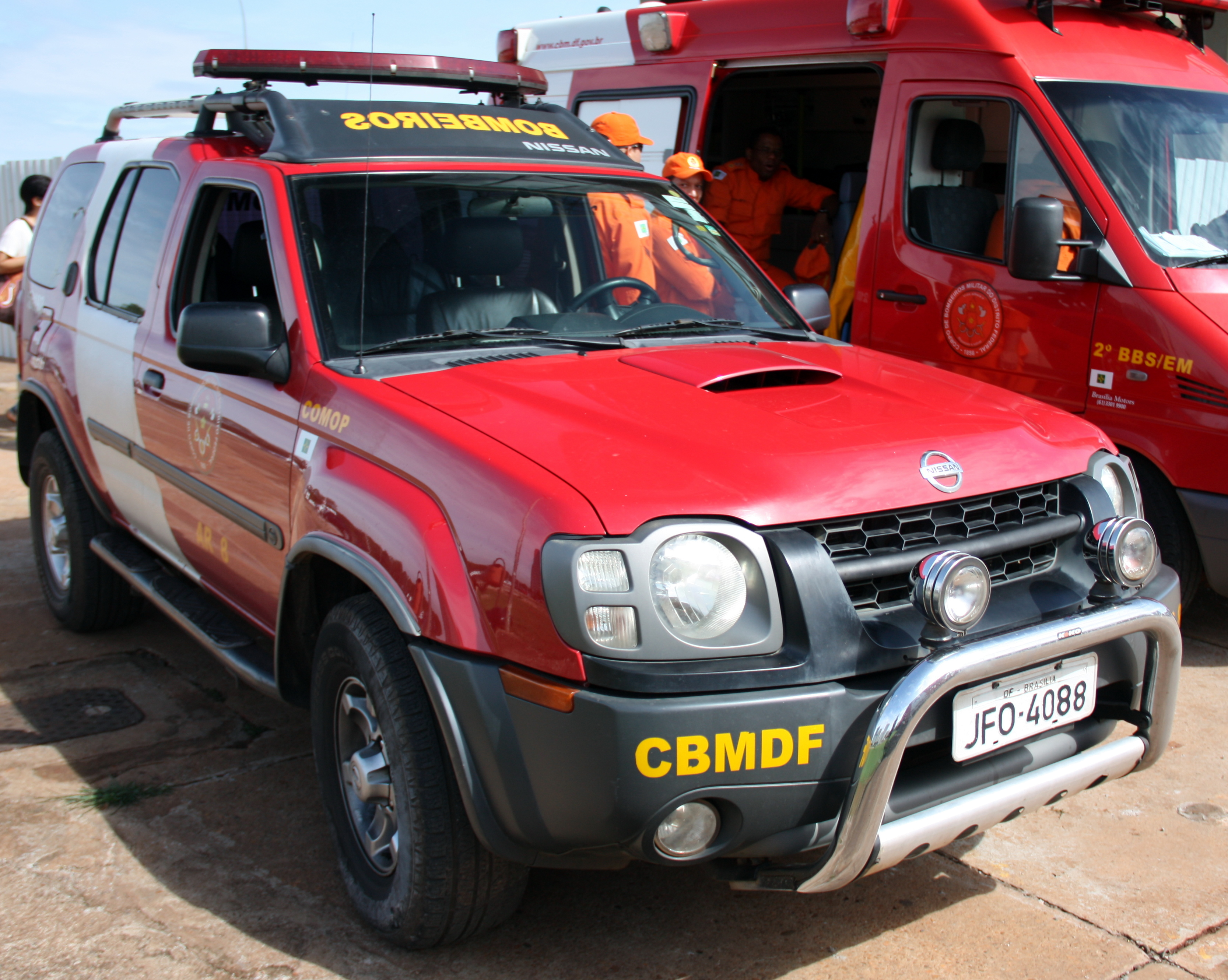
消防指揮車

## 2代目 N50型（2005年 - 2015年）
2004年4月、ニューヨーク国際オートショーに新型「エクステラ」を出展。
2005 年初頭に販売モデルがショールームに登場した。先代のアイデンティティであったキックアップルーフを踏襲し、全体的に大型化した。フルサイズSUV「アルマーダ」およびフルサイズピックアップ「タイタン」と共通のF-Alphaプラットフォームをベースとし、パスファインダーおよびフロンティアとは開発コードも同じX61Bで、同じ車として開発された。
米国の初期モデルには X、S、PRO-4X があり、パートタイム4WDまたは 2 輪駆動を選択できる。。 PRO-4X とオフロードには、電子リアロッキングディファレンシャルと、ATとMTのそれぞれのサンプルでヒルディセントコントロールまたはクラッチインターロックバイパス スイッチが標準装備されている。

### 2009年改良型
2009年モデル（2008年7月生産）からはフェイスリフトが施され、フロントグリルが変更されたほか、一部グレードに本革シート、ルーフマウントライトが装備された。また、より多くのオプションと色、SEモデルのオプションのレザーシート、新しいグリルとフロントバンパー、シルバー塗装のリアバンパーとルーフラック、オフロードモデルのルーフマウントライトが追加された。メキシコでは2008年まで販売された。2012年に、生産拠点はテネシー州スマーナからミシシッピ州カントンにある日産の施設に移された。
その他の変更点は次の通り。
- 新しい HVAC コントロールと標準オーディオ システム。
- Xモデルを除く全グレードでBluetoothハンズフリーフォンシステム、ステアリングホイールオーディオコントロール、サングラスホルダー（オーバーヘッドコンソール）を装備。
- プラスチック製のエンジンカバーの取り外し。
- その他のアップデート
  - オフロードモデルの名称をPRO-4Xに変更。 (2011年)
  - オプションで、4.3インチまたは5.8インチの画面とiPhoneおよびAndroid用のスマートフォン統合を備えた最新のNissanConnectを提供し、ユーザーはPandora、iHeartRadio、Facebookなどに接続できるようになった。機能には、SiriusXM (サブスクリプションが必要、別売り)、Bluetooth経由のストリーミングオーディオ、ハンズフリーテキストメッセージングアシスタント、音声認識が含まれる。 (2013年)
  - S および PRO-4X 用の新しい16インチアルミニウム合金ホイールデザイン。 (2014年)
  - フロントシートヒーターを装備(PRO-4X)。 (2014年)
  - リアバックアップカメラが利用可能。 (2014年)

2015年に、生産を終了することが発表された。理由としては、燃費の悪さ、販売の減少、更なる安全性向上とガス排出量削減の義務化などが挙げられている。

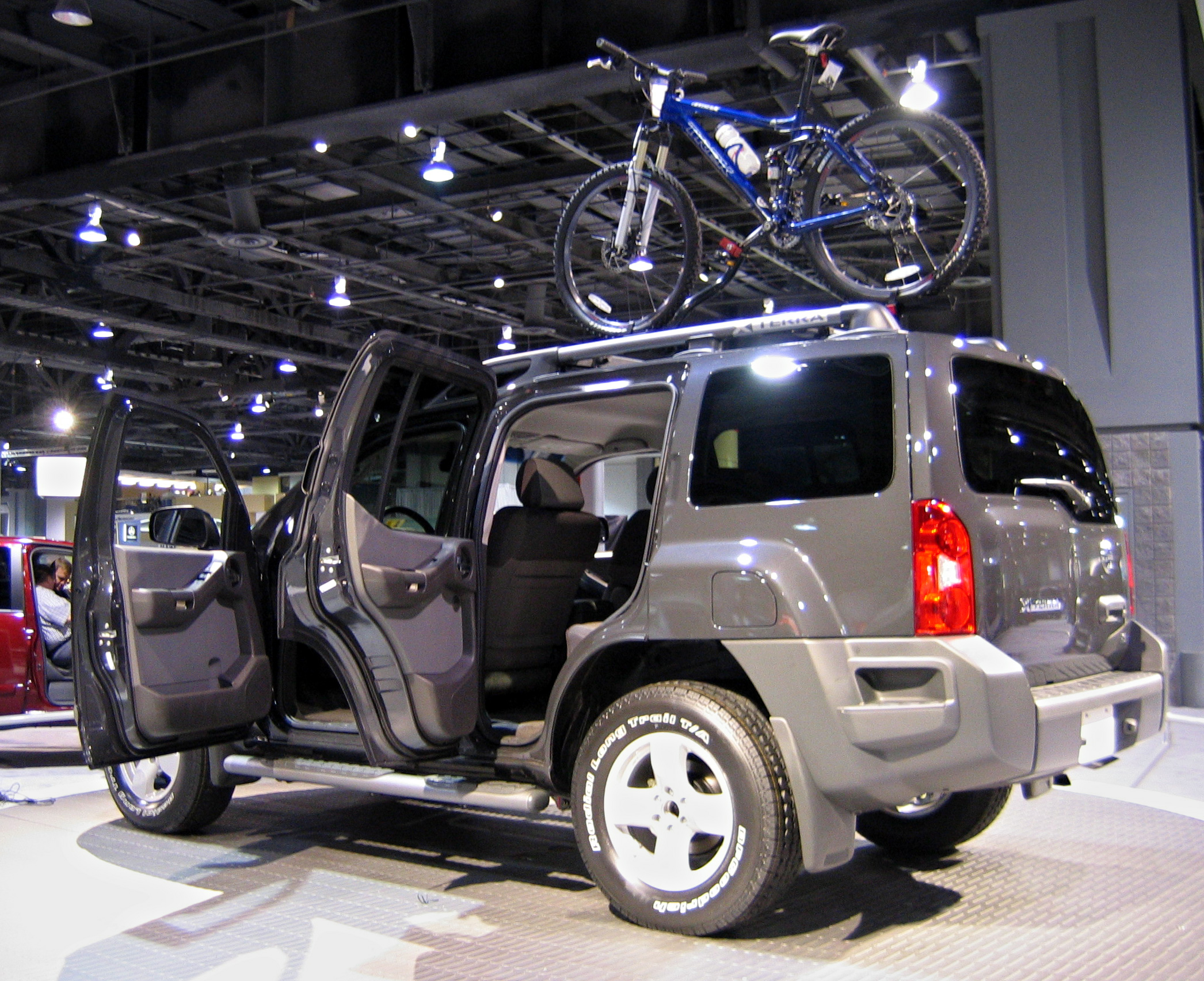
ルーフレールを装備し、自転車を載せたエクステラ
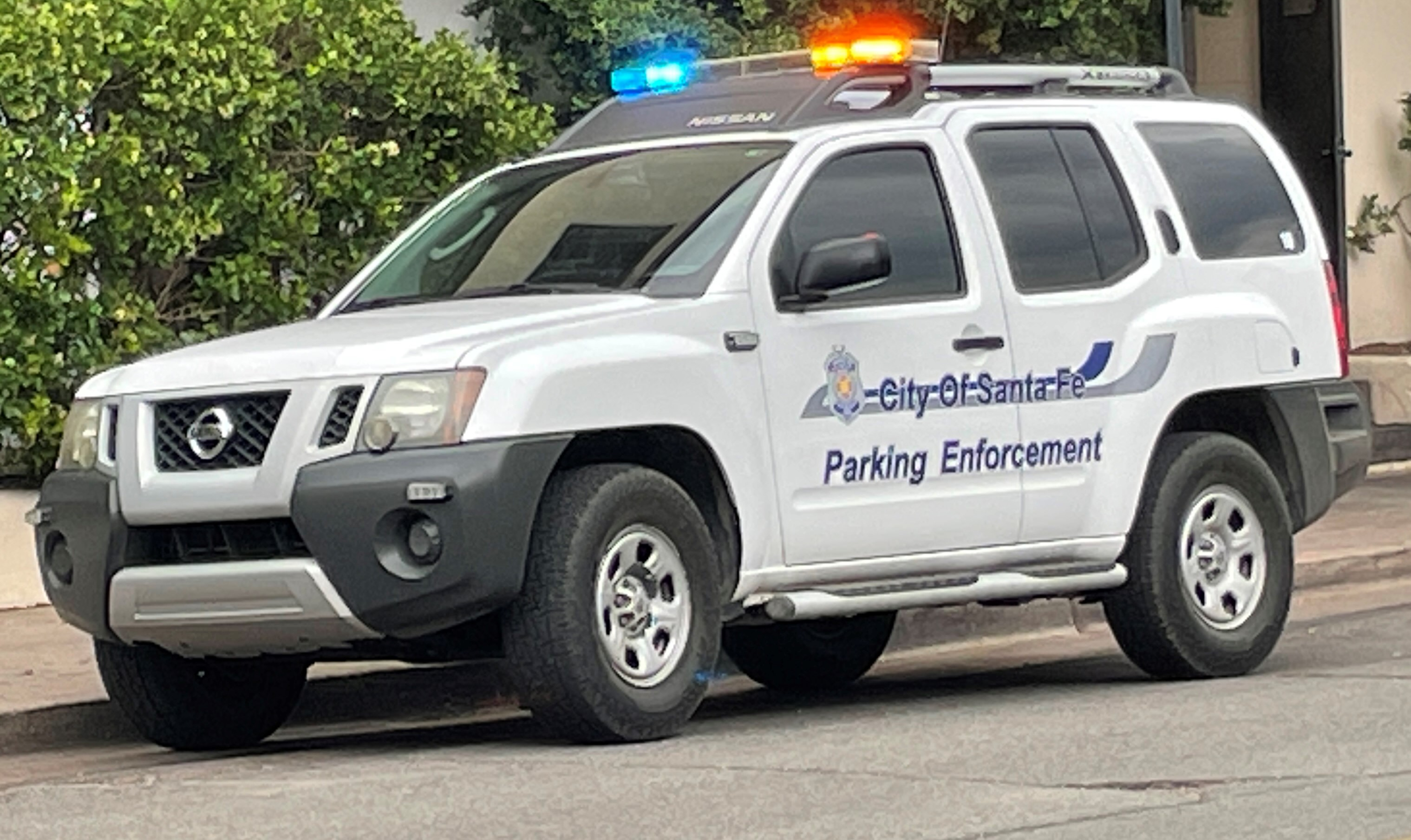
警察仕様(ニューメキシコ州)
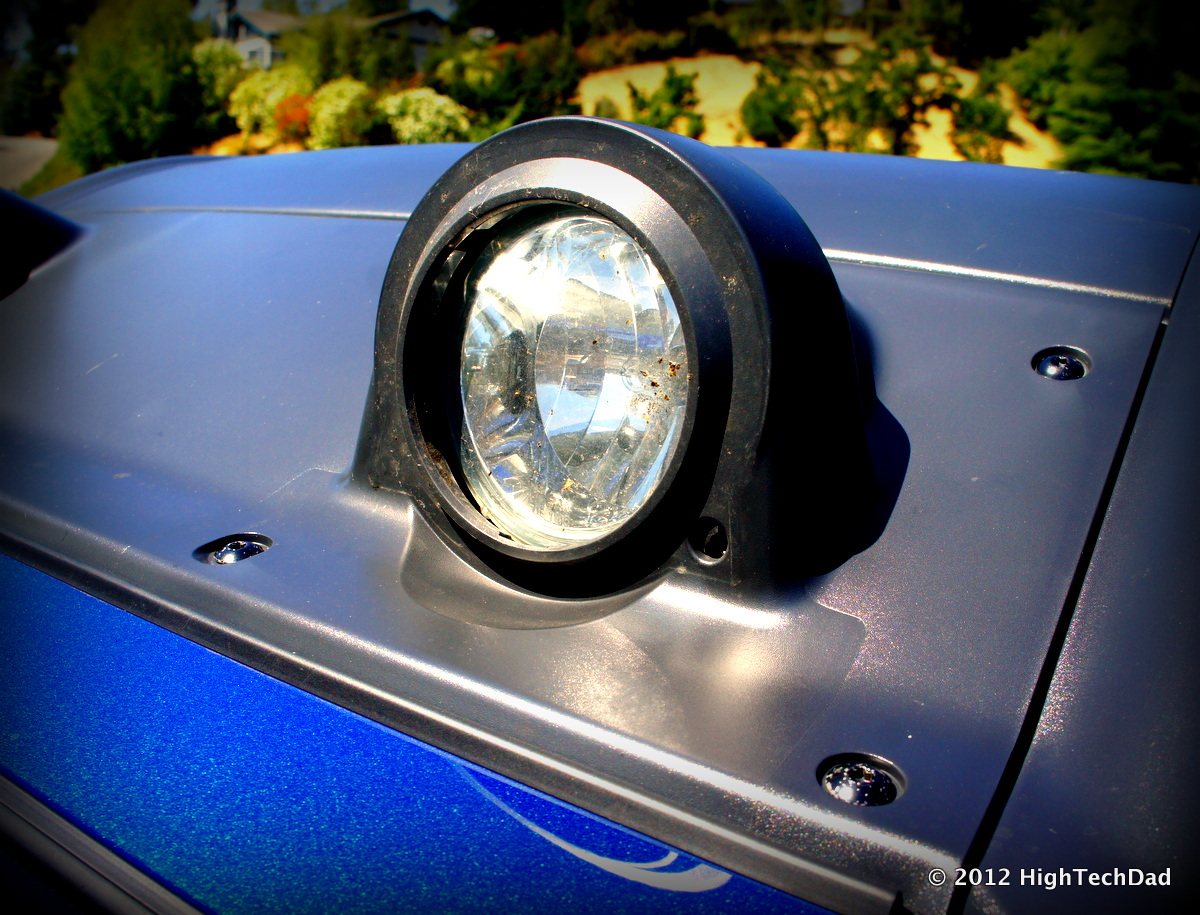
2012年型 Pro-4Xのルーフマウントライト
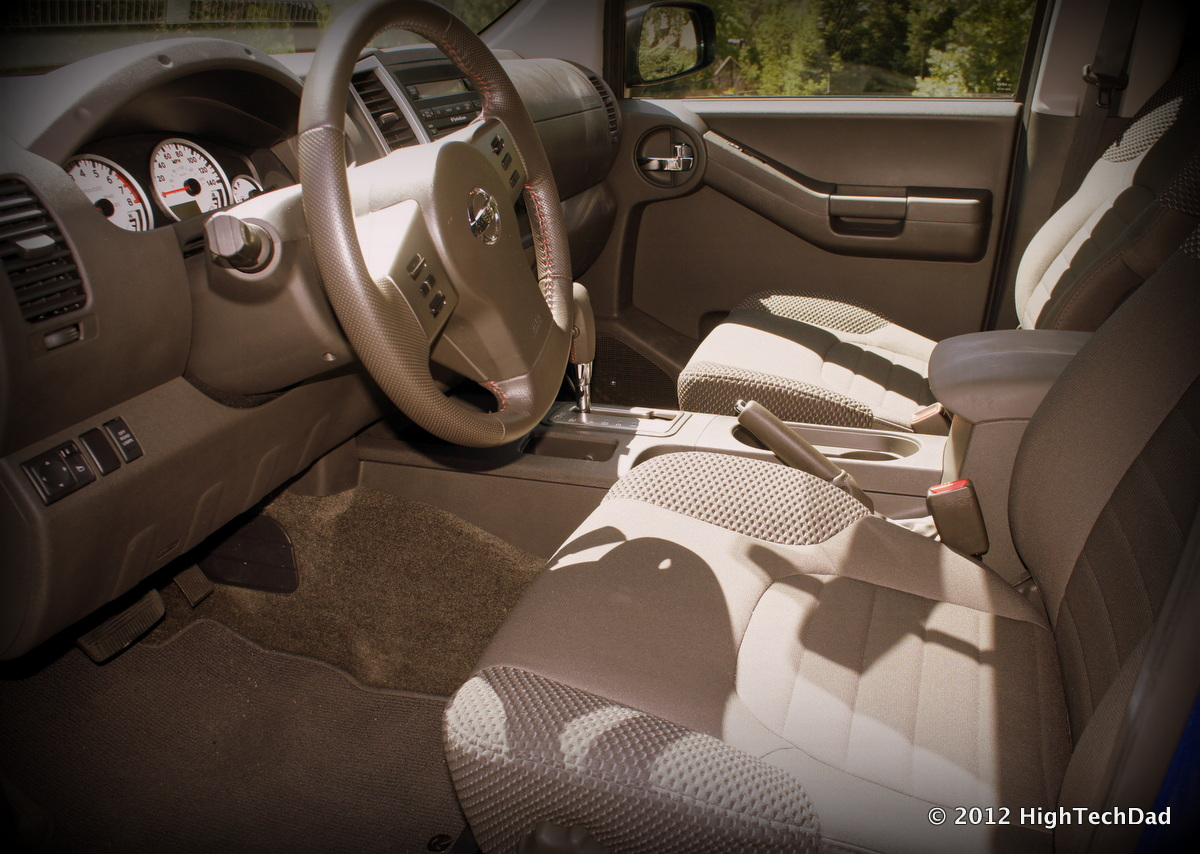
2012年改良型 PRO-4Xのインテリア

### 受賞
2005年
- Automobile誌が選ぶ、50の偉大な新車リスト

2006年
- 北米トラック・オブ・ザ・イヤー ノミネート
- モータートレンド スポーツユーティリティ・オブ・ザ・イヤー、トラックトレンドベストSUV
- カー・アンド・ドライバー ロックホッパーSUV受賞[23]
- ピーターソン 4WD&オフロードマガジン 4x4オブ・ザ・イヤー
- エドモンズ.com 編集者が最も欲しい車

2009年
- フォーウィーラーマガジン SUV・オブ・ザ・イヤー

2010年
- 米国運輸省国家幹線道路交通安全局 側面衝突安全性能 最高評価 (星5)